# Agathe von Trapp

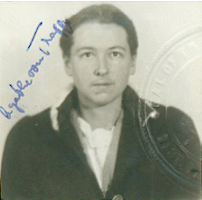
Agathe von Trapp, 1948

Agathe Johanna Erwina Gobertina von Trapp (12. März 1913 in  Pola, Istrien – 28. Dezember 2010 Gilchrist Hospice Care in Towson, Maryland) war die älteste Tochter von Georg von Trapp und seiner ersten Frau, Agathe Whitehead von Trapp. Sie war auch Mitglied der Trapp Family Singers, deren Leben die Inspiration für das Musical 1959 und den Film The Sound of Music von 1965 war. Sie wurde als die Figur „Liesl“ dargestellt.

## Kindheit
Agathe wurde am 12. März 1913 in Pola, Istrien, geboren, das damals zur österreichisch-ungarischen Monarchie gehörte. Sie war die älteste Tochter und das zweite von zehn Kindern des Georg von Trapp. Die ersten sieben wurden von seiner ersten Frau Agathe Whitehead geboren, die jüngsten drei, Rosmarie, Eleonore und Johannes, Halbgeschwister der älteren, wurden von Georgs zweiter Frau, Maria Augusta Kutschera, geboren. Agathe von Trapp verbrachte ihre ersten Lebensjahre, während des Ersten Weltkriegs und danach, in der Nähe von Zell am See, Österreich.
Nach dem Krieg zog Agathe mit ihrer Familie in ein Haus namens „Martinschlössl“ in Klosterneuburg, eine halbe Stunde Zugfahrt von Wien entfernt, nahe der Donau. 1925 ließen sie und ihre Familie sich schließlich in der Nähe von Salzburg, in der Stadt Aigen, nieder. Agathe wurde zu Hause von einer Gouvernante unterrichtet, bis sie im Alter von 11 Jahren in eine örtliche Schule ging. Agathe war schon früh von Musik umgeben, und ihr Vater begann schon in ihrem frühen Teenageralter, sie auf der Gitarre zu unterrichten. Agathes Mutter, Agathe Whitehead von Trapp, starb 1922 an Scharlach, als Agathe fast 10 Jahre alt war. Ihr Vater heiratete sechs Jahre später, im November 1927, erneut, und zwar Maria Augusta Kutschera.

## Leben und Gesangskarriere
Nach dem Abitur gab Agathe kurzzeitig Nachhilfe und widmete sich dann ihrer Liebe zur Malerei, zu Sprachen und zum Nähen. Abends sang Agathe mit ihrer Familie. Agathe sang zunächst mit ihrer Schwester Johanna im Sopran. Während sie dies zunächst nur zum Vergnügen taten, wurde ihr Hobby für die von Trapps zum Beruf, nachdem sie in der Weltwirtschaftskrise nach dem Wall Street Crash 1929 einen Großteil ihres Geldes verloren hatten. Diejenigen, die sie singen gehört hatten, ermutigten sie, mehr Konzerte zu geben. Nachdem sie einen Wettbewerb für Volkssänger bei den Salzburger Festspielen 1936 gewonnen hatten, wurden die von Trapps gebeten, eine halbstündige Radiosendung zu singen, was dazu führte, dass sie vor dem österreichischen Bundeskanzler Kurt von Schuschnigg auftraten.
Nachdem sie zweimal in Wien und bei den Salzburger Festspielen 1937 gesungen hatte, unternahm Agathe mit ihrer Familie, die sich Salzburger Kammerchor Trapp oder Kammerchor Trapp nannte, eine Europatournee nach Frankreich, Belgien, den Niederlanden, Dänemark, Schweden, England und Norwegen. Zu Beginn des Jahres 1938 bereiste die Familie Italien.
Am Vorabend von Agathes 25. Geburtstag, dem 11. März 1938, wurde Österreich von Deutschland überfallen. Ihre Familie hatte Adolf Hitler und die Funktionsweise der NSDAP nie gemocht oder unterstützt. Sie waren Österreich treu ergeben. Agathe nähte schwarze Schürzen für ihre Familie, und die ganze Familie trug die Trauerkleidung für Österreich. Sie blieben zwar noch eine Weile, waren aber mit den Maßnahmen der neuen Regierung nicht einverstanden. Agathes Vater beschloss, das Angebot, in die Kriegsmarine des nationalsozialistischen Deutschlands aufgenommen zu werden, nicht anzunehmen. Die ganze Familie lehnte die Bitte ab, auf der Geburtstagsfeier von Adolf Hitler zu singen, und Agathes älterer Bruder, Rupert von Trapp, ein Arzt, lehnte das Angebot ab, in den Krankenhäusern der Nationalsozialisten zu arbeiten.
In ihrem Haus wehten keine Nazi-Fahnen aus den Fenstern, außer in den Fenstern der Zimmer, die an Mieter vermietet wurden. Diese Weigerungen waren ungefährlich, da Agathe und ihre Familie aufgrund der Grenzverschiebungen nach dem Ersten Weltkrieg italienische Staatsbürger waren und die Deutschen Italiener zu dieser Zeit nicht verhaften konnten. Die von Trapps beschlossen, einen Gesangsvertrag mit Charles Wagner in den Vereinigten Staaten zu unterzeichnen, Österreich in Richtung Italien zu verlassen und von dort aus über London in die Vereinigten Staaten zu reisen. Die Familie vermietete lediglich ihr Haus und ging zu Fuß zum Bahnhof hinter ihrem Anwesen. Agathe kam im Oktober 1938 in den Vereinigten Staaten an.

## Tod
Agathe starb am 28. Dezember 2010 im Alter von 97 Jahren im Gilchrist Hospice Care in Towson, Maryland, an kongestivem Herzversagen.